# 別隨意拋在腦後！
《別隨意拋在腦後！》是Petit Rabbit's發行的第三張單曲，2015年11月11日由NBC Universal發售。

## 概要
此張單曲為電視動畫《請問您今天要來點兔子嗎？？》的片頭曲。
販售形態有初回限定盤（GNCA-0400）與通常盤（GNCA-0401）兩種。初回限定盤收錄全5曲的無字幕影像，以及收錄動畫MV的DVD，角色卡片1張（全5種）。

## 評價
於2015年11月10日公布的Oricon單日排名售出了8355張。11月11日則有6927張，排行第2名的成績。11月23日公布的Oricon每週排名以2.3萬張排名第4名。
而在日本告示牌的Hot Animation排名中獲得第1名。

## 單曲收錄内容
| CD單曲   | CD單曲                               | CD單曲   | CD單曲 |
| 曲序     | 曲目                                 | 作曲     | 时长   |
| -------- | ------------------------------------ | -------- | ------ |
| 1.       |                                      | 大久保薰 | 4:04   |
| 2.       |                                      |          | 4:40   |
| 3.       | （歌：心愛（佐倉綾音））             | 大久保薰 | 4:04   |
| 4.       | （歌：智乃（水瀨祈））               | 大久保薰 | 4:04   |
| 5.       | （歌：理世（種田梨沙））             | 大久保薰 | 4:05   |
| 6.       | 〜千夜Ver.〜（歌：千夜（佐藤聰美）） | 大久保薰 | 4:04   |
| 7.       | （歌：紗路（內田真禮））             | 大久保薰 | 4:05   |
| 8.       | （Instrumental）                     |          | 4:05   |
| 9.       | （Instrumental）                     |          | 4:39   |
| 总时长： | 总时长：                             | 总时长： | 37:54  |

| DVD（初回限定盤） | DVD（初回限定盤）             |
| 曲序              | 曲目                          |
| ----------------- | ----------------------------- |
| 1.                | Daydream café（無字幕片頭曲） |
| 2.                | （無字幕片尾曲）              |
| 3.                | （無字幕片頭曲）              |
| 4.                | （無字幕片尾曲）              |
| 5.                | （動畫MV）                    |

## 翻唱
- Hello, Happy World!［弦卷心（伊藤美來）］－2019年4月27日收錄於手機遊戲《BanG Dream! 少女樂團派對》，為BanG Dream！與《請問您今天要來點兔子嗎？？》合作企劃的一環[7]。

## 外部連結
- NBC Universal介紹頁面
  - 初回限定盤（日語）
  - 通常盤（日語）